# Арис (волейбольный клуб, Испания)
«Арис» (до 2011 — «Тенерифе»; исп. Haris) — испанский женский волейбольный клуб из Сан-Кристобаль-де-ла-Лагуны (Тенерифе, Канарские острова). 
Команда клуба носила названия: «Афелса Сеур» (до 1990), «Афелса Лос-Компадрес» (1990—1993), «Лос-Компадрес» (1993—1994), «Тенерифе» (1994—1996), «Конструксьонес Маричаль» (1996—2000), «Тенерифе Маричаль» (2000—2009), «Фигаро Тенерифе» (2009—2011), «Фигаро Арис Тенерифе» (2011—2015), «Фигаро Пелукерос Арис» (2015—2017), «Фачадас Димуроль» (2017-2018), «Димуроль Либбис Ла-Лагуна» (2018-2019), «Саная Либбис Ла-Лагуна» (2019-2022). С 2022 — «Тенерифе Либбис Ла-Лагуна».

## Достижения
- 11-кратный чемпион Испании — 1992, 1997, 1998, 1999, 2000, 2001, 2002, 2004, 2005, 2006, 2022;
  - 7-кратный серебряный призёр чемпионатов Испании — 1996, 2003, 2007, 2016—2018, 2023;
  - 6-кратный бронзовый призёр чемпионатов Испании — 1990, 1991, 1994, 2008, 2021, 2024.
- 14-кратный победитель розыгрышей Кубка королевы — 1991, 1997, 1998, 1999, 2000, 2001, 2002, 2003, 2004, 2005, 2006, 2017, 2022, 2023;
  - 3-кратный серебряный (1990, 1993, 2019) и двукратный бронзовый (1992, 1996) призёр Кубка королевы.
- 7-кратный победитель розыгрышей Суперкубка Испании — 1992, 2002, 2003, 2004, 2005, 2008, 2022;
  - серебряный (2007) и бронзовый (2006) Суперкубка Испании.
- победитель розыгрыша Кубка принцессы[2] 2015.
- победитель Лиги чемпионов ЕКВ 2004;
  - трёхкратный бронзовый призёр Лиги чемпионов ЕКВ — 2002, 2005, 2007.
- серебряный призёр розыгрыша Кубка вызова ЕКВ 2022.

## История
Волейбольный клуб «Тенерифе» образован в августе 1981 на Тенерифе (Канарские острова) по инициативе Хосе (Кико) Кабреры, работавшего президентом клуба вплоть до своей смерти в 2008 году. Спонсорами клуба в разные годы до середины 1990-х являлись компании «Афелса» (производство строительных материалов), «Сеур» (транспортные услуги) и «Лос-Компадрес» (пищевая продукция), по которым именовалась команда. В 1985 «Афелса Сеур» впервые пробилась в высший дивизион чемпионата Испании, но лишь на сезон. С 1987 островная команда вновь среди сильнейших в стране, теперь уже почти на четверть века. В 1990 году «Афелса Сеур» впервые входит в число призёров чемпионата Испании, выиграв бронзовые медали, а в следующем сезоне повторяет свой успех, выиграв плюс к этому и Кубок королевы. В 1992 островитянки впервые становятся чемпионками страны, победив в финале барселонский «Эспаньол» со счётом 3:0.
Перед сезоном 1996/1997 клуб получает нового спонсора, которым становится крупная строительная компания «Конструксьонес Маричаль», при сотрудничестве с которой клуб добился своих наивысших успехов как во внутренних соревнованиях, так и на европейской арене. За период с 1997 по 2008 команда «Конструксьонес Маричаль» (с 2000 — «Тенерифе Маричаль») 9 раз становилась чемпионом Испании, 10 раз — обладателем Кубка королевы и четырежды — победителем розыгрышей Суперкубка Испании.
В 1997—2009 волейболистки с острова Тенерифе — неизменные участницы главного еврокубкового соревнования — Кубка (с 2000/2001 — Лиги) чемпионов. В сезоне 1998/1999 «Конструксьонес Маричаль» впервые вышел в финал четырёх Кубка, но дважды уступил — в полуфинале итальянской «Фоппапедретти» 0:3 и в матче за 3-е место с тем же счётом французскому «Канну».
В 2002 испанская команда в борьбе за выход в финальную стадию Лиги чемпионов преподнесла настоящий сюрприз, выбив из борьбы российскую «Уралочку», одержавшую до этого в группе 6 побед в 6 матчах. Первый поединок плей-офф, прошедший в Екатеринбурге, принёс сенсационный успех «Тенерифе» 3:0 и минимальное поражение в ответном матче в Ла-Лагуне 2:3 вывело островитянок в финал четырёх розыгрыша. В полуфинале испанки уступили «Канну» 0:3, но в игре за «бронзу» в пяти сетах переиграли хозяек финала — волейболисток турецкого «Эджзачибаши».

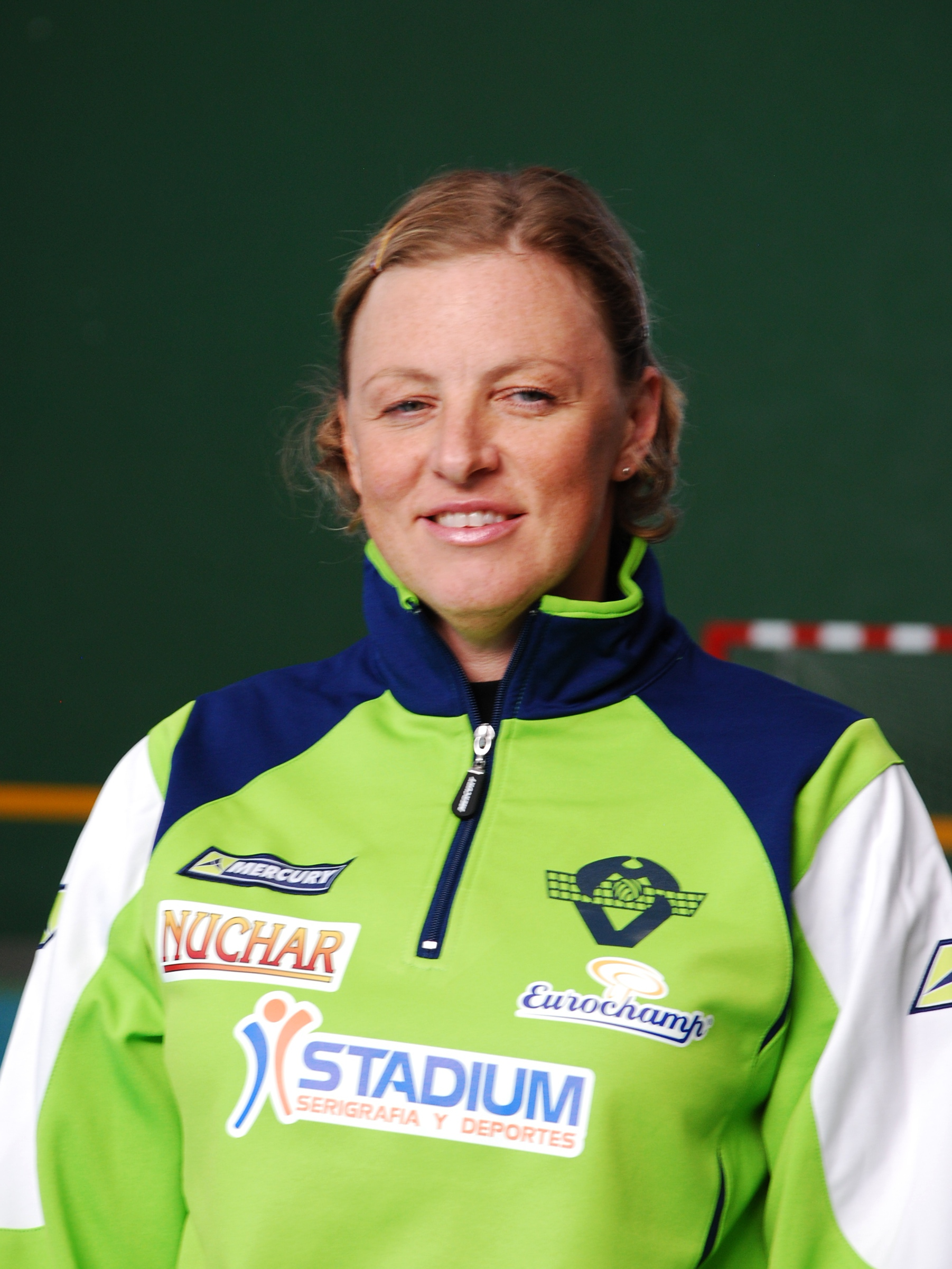
Марина Дубинина.

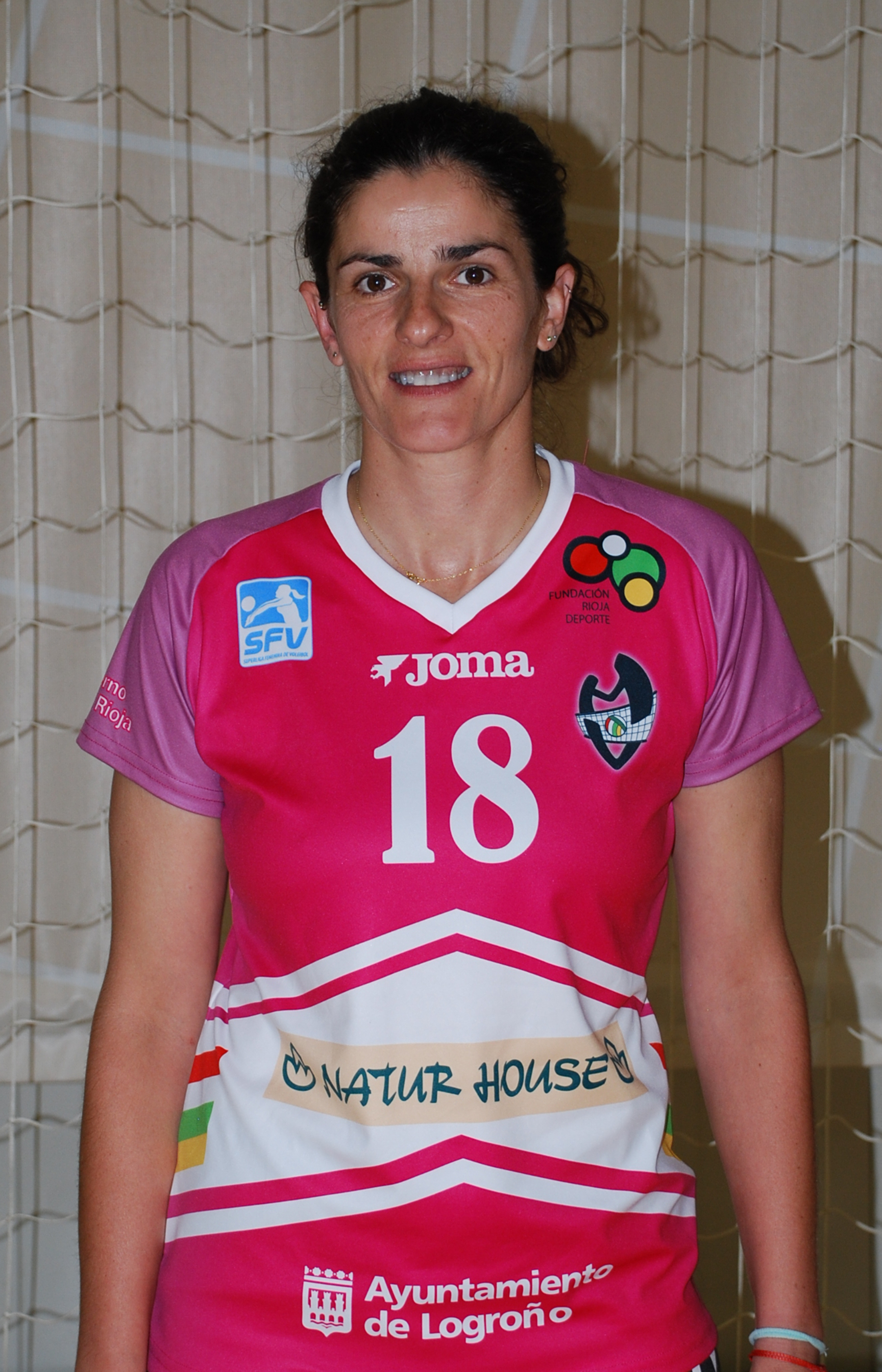
Эстер Лопес Арройо.

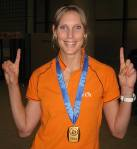
Ингрид Виссер.

В 2003/2004 финал четырёх Лиги чемпионов был назначен к проведению в Ла-Лагуне и волейболистки «Тенерифе Маричаль» сполна использовали фактор своего поля, став первой и пока единственной женской командой Испании, выигравшей главное клубное соревнование Европы. В полуфинале со счётом 3:0 был повержен азербайджанский «Азеррейл», а в решающем матче со счётом 3:2 островитянки победили итальянскую команду «Сирио» из Перуджи. Этого успеха «Тенерифе» добилась под руководством голландского тренера Авитала Селинджера. Сразу три волейболистки «Тенерифе» стали обладателями индивидуальных призов розыгрыша: MVP финала четырёх была названа россиянка Елена Година, лучшей блокирующей — голландка Ингрид Виссер, лучшей либеро — Эстер Лопес Арройо. Кроме них основу команды составляли аргентинская связующая Ромина Ламас, украинки Марина Дубинина и Юлия Свистина, итальянка Мауриция Каччатори и испанка Магали Карвахаль.
Через год, в 2005, Ла-Лагуна вновь приняла финальную стадию розыгрыша Лиги чемпионов. В полуфинале «Тенерифе Маричаль» уступил итальянской «Фоппапедретти» 0:3, но в матче за «бронзу» оказался сильнее французского «Канна» 3:1. Либеро Эстер Лопес Арройо вновь, как и год назад, вошла в число номинантов сильнейших по позициям, став лучшей принимающей финала четырёх.
В 2007 «Тенерифе Маричаль» в 5-й (и в последний) раз в своей истории дошёл до финального раунда розыгрыша Лиги чемпионов. Финал четырёх прошёл в швейцарском Цюрихе и вновь принёс испанской команде бронзовые награды. В полуфинальном матче, как и два года назад, «Тенерифе» в трёх сетах проиграл «Фоппапедретти», а в поединке за 3-е место уверенно победил швейцарский «Волеро» 3:0. Лучшей на приёме названа полька Милена Рознер, а приз лучшему либеро получила Эстер Лопес, выиграв уже свой третий индивидуальный приз по итогам розыгрышей Лиги. Кроме этих двух волейболисток, лидерами «Тенерифе» были аргентинка Ламас, голландка Виссер, кубинка Ана Ибис Фернандес, Логан Том из США и турчанка Неслихан Дарнель. Тренировал островитянок бразильский специалист Рафаэл Прадо.
В 2009 сотрудничество волейбольного клуба «Тенерифе» и компании «Конструксьонес Маричаль» прекратилось. В том же году команда в чемпионате Испании заняла лишь 6-е место, показав свой худший результат за всё время выступлений в сильнейшем дивизионе страны. В преддверии сезона 2009/2010 новым спонсором клуба стала компания «Фигаро Пелукерос» (сеть парикмахерских и салонов красоты), по которой команда стала называться «Фигаро-Тенерифе». В 2010 она заняла лишь 10-е место в чемпионате, а через год стала 6-й. В июне 2011 руководством клуба было объявлено, что команда покидает суперлигу и опускается в первый дивизион (третий по значимости).
В августе 2011 года ВК «Тенерифе» преобразован в волейбольный клуб «Арис» (Haris), где начальные буквы обозначают Humildad, Actitud, Respeto, Ilusión, Sueño (смирение, отношение, уважение, надежда, мечта). В сезоне 2014/2015 команда клуба «Фигаро Арис Тенерифе» выступала в суперлиге-2 и уверенно заняла первое место, вернув себе прописку в главной суперлиге чемпионата Испании. В первом же сезоне в суперлиге после перерыва островитянки дошли до финала, где уступили безусловному лидеру женского клубного испанского волейбола «Сьюдад де Логроньо» 0-3 (0:3, 2:3, 1:3). В 2016—2017 «Фигаро Пелукерос Арис» (название с 2015) повторил свой «серебряный» успех, проиграв в финале чемпионата тому же «Сьюдад де Логроньо» 0-3 (0:3, 1:3, 2:3). А вот финал Кубка королевы завершился победой волейболисток с острова Тенерифе над тем же «Логроньо» 3:2.
В 2017 команда клуба переименована по генеральному спонсору — строительной компании «Fachadas Dimurol». Под новым именем островитянки вновь стали серебряными призёрами чемпионата Испании, уступив в финале всё тем же волейболисткам «Логроньо».  
Сезон 2021—2022 был ознаменован возвращением клуба на самые верхние строчки испанской волейбольной иерархи. После 16-летнего перерыва команда стала чемпионом Испании, а также выиграла Кубок королевы и дошла до финала Кубка вызова ЕКВ.

## Волейбольный клуб «Арис»
- Президент клуба — Давид Мартин Эрнандес.
- Вице-президент — Патрисия Хиль.

## Арена
Домашние матчи команда проводит во дворце спорта «Montaña de Taco», расположенном в городе Сан-Кристобаль-де-ла-Лагуна.

## Сезон 2024—2025

### Переходы
Пришли: Й.Сото («Роте-Рабен», Герания), Э.Пети («Кемпер», Франция), К.Ольгин («Эстремадура Арройо»), Э.Носач («Колежиу Эфанор», Португалия), И.Вилья («Леганес»), Л.Радакович (Университет штата Вашингтон, США), М.Пене («Сфаксьен», Тунис), К.Пелланд («Пэ д’Э Венель», Франция), главный тренер Ф.Морандо («Стилволлейс Линц-Штег», Австрия).
Ушли: А.Прианте, Д.Сеговия, П.Гарсия, Д.Браво, Ш.Макнамара, Л.Коста, Р.Монторо, главный тренер М.Ривера.

### Состав
| №  | Имя, фамилия                  | Год рождения | Рост | Амплуа      | Гражданство |
| -- | ----------------------------- | ------------ | ---- | ----------- | ----------- |
| 2  | Йейси Сото Нуньес             | 1996         | 183  | центральная | Колумбия    |
| 3  | Элис Пети                     | 1999         | 185  | нападающая  | Канада      |
| 4  | Камила Ольгин                 | 1997         | 177  | связующая   | Аргентина   |
| 5  | Бели-Белла Нсунгимина Меньяна | 1994         | 176  | нападающая  | Испания     |
| 6  | Эухения Носач                 | 1993         | 183  | нападающая  | Аргентина   |
| 8  | Маргалида Писа Омар           | 2000         | 164  | либеро      | Испания     |
| 11 | Дайса Дельгадо ван Донген     | 1987         | 185  | центральная | Испания     |
| 15 | Инес Вилья Наварро            | 1998         | 177  | нападающая  | Испания     |
| 17 | Лисбет Арредондо              | 1987         | 185  | нападающая  | Куба        |
| 21 | Лана Радакович                | 2001         | 188  | центральная | США         |
| 23 | Мойца Пене                    | 1989         | 180  | нападающая  | Словения    |
| 88 | Куинн Пелланд                 | 1999         | 180  | связующая   | Канада      |

- Главный тренер —  Факундо Морандо.
- Тренеры —  Давид Кастельянос, Хесус Ла Торре Комино, Алексис Тосте Лопес.